# Französischunterricht
Der Französischunterricht dient der Entwicklung der französischen Hörverstehens-, Hör-Seh-Verstehens-, Sprech-, Lese-, Schreib- und Sprachmittlungskompetenz. Auf höherem Niveau intendiert er traditionell besonders die Entwicklung der Fähigkeit, französischsprachige literarische Texte zu verstehen. Als Fremdsprachenunterricht umfasst er über die Beschäftigung mit Sprache und Literatur hinaus meist auch landeskundliche und interkulturelle Anteile.

## Französischunterricht in Schulen Deutschlands
Französisch als Fremdsprache wird von 24 Prozent der deutschen Schüler erlernt (Englisch 95 Prozent). Als Lehrfach hat es sich an Schulen und Hochschulen im Laufe des 19. Jahrhunderts etabliert. Es wird vor allem an Gymnasien unterrichtet, dort konkurriert es traditionell mit dem Latein, in jüngerer Zeit auch mit dem Unterricht anderer moderner Fremdsprachen wie Russisch, Spanisch oder Chinesisch.

### Die Etablierung des Französischen als Lehrfach in Deutschland
Französisch wird in Deutschland seit dem Mittelalter unterrichtet, zu dieser Zeit hauptsächlich von Hauslehrern an Höfen, die die jungen Adligen auf ihre Rittertouren vorbereiteten. Ein besonderer Aufschwung ist im 17. Jahrhundert (Ludwig XIV.) und im 18. Jahrhundert (Aufklärung und Französische Revolution) zu verzeichnen. Eine Eingliederung in die Hochschule und in die Gymnasien findet aber erst gegen Mitte des 19. Jahrhunderts statt; Hintergrund war die wirtschaftliche Entwicklung und der Bedarf an französischkundigen Vertretern deutscher Ideen und Produkte.
An der Universität wurde Französisch zunächst von Lektoren, allmählich auch von philologisch ausgebildeten Professoren unterrichtet. Dies führte zu einer Verwissenschaftlichung des Faches und einer Entfernung von der praktischen Anwendung. Die romanischen Sprachen wurden vorwiegend auf Deutsch und abstrakt (Grammatik und historische Philologie) behandelt. Parallel wurde Französisch nach wie vor in Privatschulen gelehrt, in denen die Praxis im Vordergrund stand und die Sprache durch Sprechen erlernt wurde (direkte Methode). Zu Beginn des 20. Jahrhunderts wurde Französisch an Gymnasien verstärkt angeboten. Die im Unterricht vorherrschende Vermittlungstechnik war die Grammatik-Übersetzungsmethode. In der nationalsozialistischen Ära ließ Adolf Hitler im Fremdsprachenunterricht bevorzugt das Englische gegenüber dem Französischen einsetzen. Auch in der Oberstufe des Gymnasiums wurde Englischunterricht erteilt, während in der Unterstufe weiter Latein und Griechisch vorherrschten. Eine erste, entscheidende Wende fand mit der Rezeption des Behaviorismus in den 1960er-Jahren statt. Nicht mehr Grammatik und Übersetzung standen im Mittelpunkt, sondern die Nachahmung und Wiederholung (Imitation und Repetition) mit dem Ziel einer reflexartigen Handhabung von Sprachstrukturen. Als Reaktion darauf entstand die kommunikative Wende, eingeleitet in Deutschland durch Hans-Eberhard Piepho (1974). Hier wurde der Akzent auf die Authentizität des Diskurses gelegt (kommunikative Kompetenz nach dem Modell von Jürgen Habermas). Diese Perspektivenverschiebung lenkte den Blick auf die Schüler und Schülerinnen und leitete eine Bewegung ein, deren Höhepunkt heute mit der Lernerautonomie erreicht wird.

### Französisch als Pflicht in der deutsch-französischen Grenzregion
Im Land Baden-Württemberg wird seit Schuljahr 2003/2004 ab der 1. Grundschulklasse (6 Jahre) verpflichtend eine Fremdsprache mit zwei Wochenstunden unterrichtet. Am Oberrhein nahe der französischen Grenze (bis ca. 15 Kilometer Entfernung) ist das Französisch. Im übrigen Baden-Württemberg ist die erste Pflichtfremdsprache Englisch. Die Gebiete für Französischunterricht an Grundschulen wurden per Kabinettsbeschluss am 20. November 2001 festgelegt.
2007 versuchte Baden-Württembergs schwarz-gelbe Regierung, Französisch als Pflicht-Fremdsprache auch auf Gymnasien im Grenzgebiet mit Frankreich zu verankern. Alle Fünftklässler an Gymnasien in unter 30 Kilometern Entfernung zur französischen Grenze sollten Französisch anstelle von Englisch als erste Pflicht-Fremdsprache lernen, so lautete eine Rechtsverordnung des Kultusministeriums. Baden-Württembergs Kultusminister Helmut Rau (CDU) begründete die Initiative damit, dass Französischlernen Kindern den Weg in die Mehrsprachigkeit erleichtere und auf dem Arbeitsmarkt Vorteile bringe.
Allerdings wurde die Rechtsverordnung vom Verwaltungsgerichtshof Mannheim gekippt, nachdem ein Karlsruher Schüler und seine Mutter einen Eilantrag dagegen gestellt hatten. Die Umstellung auf Französisch erfordere ein Gesetz des Landtags, so das Gericht. Die Regierung verfolgte das Projekt nicht weiter.

### Die Methodikdiskussion im 20. Jahrhundert

#### Bildungstheoretisch orientierte Didaktik: Grammatik-Übersetzungsmethode
Die im Unterricht angewandten Methoden hängen eng zusammen mit den Zielsetzungen, die im jeweiligen historischen Kontext vorherrschen. Die Dominanz der Grammatik-Übersetzungsmethode am Ende des 19. und in der ersten Hälfte des 20. Jahrhunderts lässt sich vor dem Hintergrund des Neuhumanismus begreifen: Wie auch Griechisch und Latein wurde Französisch in erster Linie wegen des klassischen Bildungsideals unterrichtet. Der Zögling sollte mit den kulturellen Produktionen Frankreichs vertraut werden und durch die Begegnung mit den in der Romania entstandenen hervorragenden Kulturgütern selbst wachsen. Die Lehrwerke zeigten entsprechende Merkmale:
- Inhalte: narrative Texte über wichtige Persönlichkeiten aus Kunst, Literatur und Politik
- Sprachebene: Schriftsprache (passé simple, hypotaktischer Stil)
- Übungen: Übersetzungen, Einsetzübungen für komplizierte grammatikalische Phänomene
- Lerntheoretischer Hintergrund: Starke kognitive Orientierung
- Vorteil: Der Stoff wird kognitiv durchdrungen.
- Nachteil: Die Sprechfertigkeit wird kaum geübt.

#### Lernerorientierte Didaktik: behavioristische Wende
Im Anschluss an die in den USA entwickelten Lernprogramme sollten die Lerner mit „sets of habits“ ausgestattet werden und im Sprachlabor Sprachautomatismen erwerben. Insofern stand nicht mehr der Stoff, sondern der Lernende im Mittelpunkt. Er sollte mit sprachlichen Reflexen ausgestattet werden, um in Alltagssituationen im Zielland zu bestehen.
Die Lehrprogramme zeigen entsprechende Merkmale:
- Inhalte: Dialoge über Alltagssituationen
- Sprachebene: Gesprochene, Dialogsprache
- Übungen: Pattern-Drills
- Vorteil: Die Sprachstrukturen werden automatisiert.
- Nachteil: Die Inhalte unterfordern den Lernenden.

#### Kommunikative Didaktik
Mit der kommunikativen Wende blieb der Lernende im Mittelpunkt, allerdings nicht mehr als reflexartig Reagierender, sondern als aktives Subjekt, das Wünsche (Sprechintentionen) realisiert.
Die Lehrwerke zeigen entsprechende Merkmale:
- Inhalte: Die Texte sollen Konflikte aufzeigen, die die Lerner zu persönlichen Stellungnahmen anregen.
- Sprachebene: Vorrang der Sprachproduktion gegenüber der Sprachkorrektheit, Fehler werden akzeptiert
- Übungen: Der Lernende wird aufgefordert, seine Meinung zu äußern.
- Vorteil: Die Lernenden gewinnen an Sprechfertigkeit, die Angst vor Fehlern wird abgebaut.
- Nachteil: Die Qualität der Sprache wird vernachlässigt; die kommunikative Kompetenz erreicht schnell ihre Grenzen.

### 21. Jahrhundert: Konstruktivistische Didaktik und Lernerautonomie

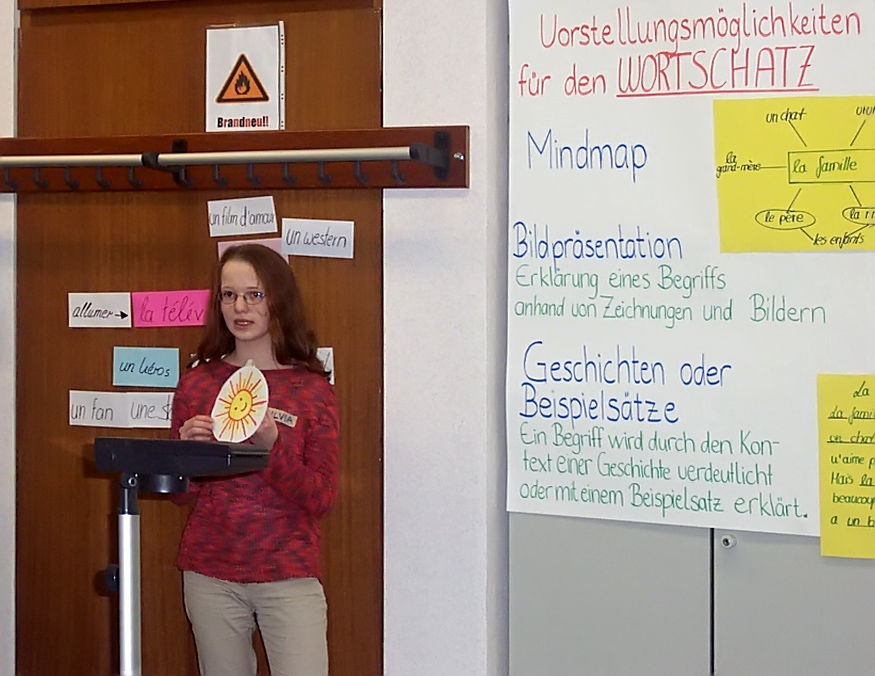
Anwendung von LdL im Französischunterricht: Schülerin führt neuen Wortschatz ein

Eine Radikalisierung der Lernerorientierung erfolgt mit der konstruktivistischen Didaktik. Aus deren Sicht kann Wissen nicht von außen direkt vermittelt werden, sondern der Lerner konstruiert sein Wissen auf der Grundlage des vorgefundenen Materials selbst (vgl. Lernorientierung (Fremdsprachenunterricht). Lehrer und Lehrwerke müssen dem Lerner helfen, sein Wissen aufzubauen. Eine interessante Variante des konstruktivistischen Unterrichts ist die Methode Lernen durch Lehren (LdL), die von ihren Vertretern (bes. Jean-Pol Martin) als Integration aller bisher diskutierten Ansätze verstanden wird. Bei LdL
- vermitteln sich die Lerner die im Lehrwerk verdichteten Inhalte arbeitsteilig gegenseitig. Auf diese Weise werden die Inhalte kognitiv angegangen (kognitivistisch Komponente),
- die Sprachstrukturen werden automatisiert (behavioristische Komponente) und
- die Lerner sprechen authentisch miteinander (kommunikative Komponente)
- die Lerner bringen einzelne Wissensbausteine ein und konstruieren ihr Wissen gemeinsam (konstruktivistische Komponente).

Der gesamte Unterricht wird zu einem Projekt umgestaltet, bei dem alle Beteiligten Wissen gemeinsam konstruieren. Hier sollen Erkenntnisse der Gehirnforschung für den Unterricht fruchtbar gemacht werden, indem die Klasse zum neuronalen Netz umgeformt wird.

#### Die Frage der Motivation
Wenn schon Konstruktion, dann stellt sich die Frage der Inhalte. Vor allem in höheren Klassen scheint es, dass die alleinige Vermittlung von Sprachstrukturen und Sachwissen nicht ausreicht, um Schüler dauerhaft zu motivieren. Aus der Sicht einiger Fachdidaktiker sollte sich der Französischunterricht, der bezogen auf die Schülerzahlen in der Krise steckt, stärker an der pädagogisch-anthropologischen Reflexion orientieren. Alle Untersuchungen weisen darauf hin, dass Menschen, darunter auch die Schüler, für ihr Tun einen Sinn brauchen, der über sie hinausweist. Gerade das Fach Französisch bietet die Möglichkeit, über Sinnfragen zu reflektieren und Projekte durchzuführen, die eine Europäische Dimension aufweisen. Eine intensive Beschäftigung mit den Problemen und Chancen der Globalisierung sowie das Angebot von Projekten, die in Hilfe einmünden (beispielsweise in frankophonen afrikanischen Ländern) könnte dem Fach eine neue Modernität und Attraktivität verleihen (vgl. Martin 2002 – siehe Weblink).

### Internationale Diplome
Zur Vereinheitlichung der Standards und um die Lerner zu motivieren, Französisch als Lernfach zu wählen, wurden Diplome eingeführt, die von einem zentralen Gremium (Commission nationale) verliehen werden. Es sind dies das DELF (Diplôme d'études en langue française) und das DALF (Diplôme approfondi de langue française). Der DELF entspricht etwa vier Jahren Schulfranzösisch. So werden in Deutschland alle Realschüler und Gymnasialschüler, die Französisch als Wahlfach (vier Jahre Französisch) belegen, auf den DELF B1-B2 vorbereitet. Der DALF entspricht einem Niveau, das Studenten ermöglicht, in Frankreich zu studieren.

### Gesellschaftlich-politische Dimension
Französisch gibt es als erste Fremdsprache,
es wird aber meist als zweite, dritte oder vierte Fremdsprache angeboten und gelernt; es wird daher faktisch nur von wenigen gesprochen; der kulturelle Austausch mit dem Nachbarland ist daher begrenzt, der kulturelle Einfluss der angloamerikanischen Welt auf Deutschland einerseits und Frankreich andererseits verstärkt sich.
Auch stellt sich die Frage nach dem politischen Willen, wenn Französisch in Deutschland von 24 Prozent der Schüler erlernt wird, im EU-Durchschnitt aber von 33 Prozent der Schüler (Quelle: Weißbuch Lehren und Lernen der Kommission der EU, 1995).
Seit 1963 finden durch die Aktion des Deutsch-Französischen Jugendwerks (DFJW/OFAJ) verschiedene Austauschprogramme statt.

## Französischunterricht in Schulen Österreichs
Im österreichischen Schulwesen war Französischunterricht im Unterrichtsfach 2. lebende Fremdsprache fest verankert und wurde beispielsweise in neusprachlichen Gymnasien, Realgymnasien und in Handelsakademien ab der 9. Schulstufe (5. Klasse Gymnasium oder 1. Klasse HAK) im Ausmaß von mindestens 10 Wochenstunden, meist aber 12 bis 14 Wochenstunden unterrichtet. Im Rahmen der Schulautonomie wurde der Französischunterricht einerseits zugunsten von anderen Sprachen wie Spanisch oder Italienisch verdrängt oder wird verstärkt angeboten, womit beispielsweise in manchen Gymnasien bereits ab der 7. Schulstufe (3. Klasse Gymnasium) Französischunterricht angeboten wird und dort den traditionellen Lateinunterricht verdrängt. Da im Gegensatz zum Realgymnasium im Gymnasium Lateinunterricht verpflichtend ist, wird dieser dann ab der 9. Schulstufe (5. Klasse Gymnasium) begonnen.
Mit der Etablierung der Neuen Mittelschule wird nun auch im Pflichtschulbereich Französisch als 2. lebende Fremdsprache angeboten, wofür Französisch an Pädagogischen Hochschulen als viertes Hauptfach (Schularbeitsfach) aufgenommen wurde. In der derzeitigen Phase der Umstellung in den Neuen Mittelschulen wird Französischunterricht teilweise als Freifach und auch mit noch nicht fertig ausgebildeten Lehrern angeboten.

### Geschichte
In den Gymnasien der Monarchie wurde Latein und Griechisch unterrichtet, aber keine lebende Fremdsprache. Dies geschah erstmals in den 1805 geschaffenen Realschulen, wobei dies eine Sprache eines üblichen Handelspartners war, meist Italienisch, Ungarisch oder Tschechisch. Nach und nach wurde auch in Gymnasien und Realgymnasien (nicht zu verwechseln mit Realschulen) der Unterricht in einer lebenden Fremdsprache eingeführt; es war dies weiterhin eine Sprache eines Handelspartners, nach dem Ersten Weltkrieg verstärkt auch Französisch und fallweise auch Englisch, wobei Latein aber immer eine Vorrangstellung zufiel und die lebende Fremdsprache oft erst in der Oberstufe unterrichtet wurde.
In der nationalsozialistischen Ära wurde Englisch als Pflichtfach eingeführt und ersetzte alle anderen lebenden Fremdsprachen. Auch in der Oberstufe des Gymnasiums wurde Englischunterricht erteilt, während in der Unterstufe weiter Latein und Griechisch vorherrschten.
Nach dem Zweiten Weltkrieg wurde Englisch und/oder die Sprache der Besatzungsmacht als Fremdsprache unterrichtet und nach 1955 bis 1962 Englisch als Pflichtfach ab der 5. Schulstufe der Hauptschule (A-Zug), der Realgymnasien und der Gymnasien. Zweite Sprache war Latein.
Mit dem Schulorganisationsgesetz 1962 wurde in Gymnasien, Realgymnasien und Handelsakademien verpflichtend eine zweite Fremdsprache eingeführt, die entweder anstelle von Latein oder in Gymnasien zusätzlich zu Latein anstelle von Griechisch unterrichtet werden sollte, somit nur zugunsten von Altsprachen abgewählt werden konnte. Fast ausnahmslos kam hier Französisch als lebende Fremdsprache zum Zug.

## Französischunterricht für französische Muttersprachler im Ausland
Viele französische Muttersprachler, die z. B. als Migrantenkinder im nicht-französischen Ausland leben und dort keine französischsprachige Schule besuchen können, erlernen das französische Lesen und Schreiben per Fernunterricht, der u. a. vom staatlichen Centre National d'Enseignement à Distance (CNED) angeboten wird.

## Französischunterricht im Bildungsfernsehen
- Bon Courage
- C’est ça, la vie
- Les Gammas! Les Gammas!
- Le petit gnome
- Les années lycée
- Viens jouer avec nous
- Planète Némo